# Diaphanogryllacris postica
Diaphanogryllacris postica är en insektsart som först beskrevs av Walker, F. 1869.  Diaphanogryllacris postica ingår i släktet Diaphanogryllacris och familjen Gryllacrididae. Inga underarter finns listade i Catalogue of Life.